# Detroit Pistons 1986-1987
La stagione 1986-87 dei Detroit Pistons fu la 38ª nella NBA per la franchigia.
I Detroit Pistons arrivarono secondi nella Central Division della Eastern Conference con un record di 52-30. Nei play-off vinsero il primo turno con i Washington Bullets (3-0), la semifinale di conference con gli Atlanta Hawks (4-1), perdendo poi la finale di conference con i Boston Celtics (4-3).

## Roster
| N° | Naz.                   | Ruolo | Sportivo       | Anno | Alt. | Peso |
| -- | ---------------------- | ----- | -------------- | ---- | ---- | ---- |
| 00 | Stati Uniti (bandiera) | GA    | Tony Campbell  | 1962 | 201  | 98   |
| 4  | Stati Uniti (bandiera) | G     | Joe Dumars     | 1963 | 191  | 86   |
| 10 | Stati Uniti (bandiera) | A     | Dennis Rodman  | 1961 | 201  | 95   |
| 11 | Stati Uniti (bandiera) | G     | Isiah Thomas   | 1961 | 185  | 82   |
| 12 | Stati Uniti (bandiera) | AC    | Sidney Green   | 1961 | 206  | 100  |
| 15 | Stati Uniti (bandiera) | G     | Vinnie Johnson | 1956 | 188  | 91   |
| 22 | Stati Uniti (bandiera) | AC    | John Salley    | 1964 | 211  | 104  |
| 35 | Stati Uniti (bandiera) | G     | John Schweitz  | 1960 | 198  | 95   |
| 35 | Stati Uniti (bandiera) | G     | Jeff Taylor    | 1960 | 193  | 79   |
| 40 | Stati Uniti (bandiera) | C     | Bill Laimbeer  | 1957 | 211  | 111  |
| 40 | Stati Uniti (bandiera) | A     | Cozell McQueen | 1962 | 211  | 107  |
| 41 | Stati Uniti (bandiera) | AC    | Kurt Nimphius  | 1958 | 208  | 99   |
| 42 | Stati Uniti (bandiera) | C     | Chuck Nevitt   | 1959 | 224  | 98   |
| 44 | Stati Uniti (bandiera) | AC    | Rick Mahorn    | 1958 | 208  | 109  |
| 45 | Stati Uniti (bandiera) | GA    | Adrian Dantley | 1956 | 196  | 94   |

## Staff tecnico
- Allenatore: Chuck Daly
- Vice-allenatori: Ron Rothstein, Dick Versace